# باشگاه والیبال پاناتینایکوس
باشگاه والیبال مردان پاناتینایکوس (به انگلیسی: Panathinaikos V.C.) باشگاه حرفه‌ای والیبال در پاناتینایکوس آتن، یونان است. این باشگاه در سال ۱۹۱۹ بنا شد و یکی از قدیمی‌ترین و موفق‌ترین باشگاه‌های والیبال در یونان است.
مهم‌ترین دست آورد این تیم حضور در فینال جام اروپا در سال ۱۹۸۰ بود.این باشگاه ۱۸ بار قهرمان لیگ برتر والیبال مردان یونان شده‌است.

## بازیکنان برجسته
- دانته آمارال
- آندره ناسیمنتو
- پلامن کنسانتینوف
- بوجان آندره
- پاول زاگومنی
- آندریجا گریچ
- کلایتون استنلی
- هرناندو گومز